# Danh sách cầu thủ tham dự giải vô địch bóng đá U-21 châu Âu 2013
Đây là danh sách đội hình các đội bóng tham dự Giải vô địch bóng đá U-21 châu Âu 2013. Chỉ có các cầu thủ sinh trong hoặc sau ngày 1 tháng 1 năm 1990 mới được phép thi đấu.
Mỗi đội bóng phải nộp danh sách 40 cầu thủ, trong đó có không ít hơn 4 thủ môn, 30 ngày trước khi giải đấu khởi tranh. Danh sách phải được rút ngắn còn 23 cầu thủ trước ngày 26 tháng 5 năm 2013. Cầu thủ không sinh sớm hơn ngày 1 tháng 1 năm 1990 được tham gia giải đấu, có nghĩa là một vài cầu thủ sẽ 23 tuổi vượt qua giới hạn 'U-21' từ lúc thi đấu vòng loại.
Các cầu thủ in đậm từng thi đấu cho đội tuyển quốc gia.
 Cầu thủ có hình dao găm đã từng thi đấu cho đội tuyển quốc gia trước giải đấu.

## Bảng A

### Anh
Huấn luyện viên: Stuart Pearce
Anh công bố đội hình chính thức vào ngày 14 tháng 5 năm 2013. Callum McManaman bị loại vì chấn thương và được thay bằng Nathan Delfouneso vào ngày 17 thhangs 5. Andros Townsend và Luke Shaw được thay bằng Nathan Redmond và Jack Robinson, vì sự rút khỏi giải và chấn thương ngày 24 tháng 5.

| Số | VT | Cầu thủ              | Ngày sinh (tuổi)            | Trận | Bàn | Câu lạc bộ           |
| -- | -- | -------------------- | --------------------------- | ---- | --- | -------------------- |
| 1  | TM | Jack Butland         | 10 tháng 3, 1993 (20 tuổi)  | 9    | 0   | Stoke City           |
| 2  | HV | Nathaniel Clyne      | 5 tháng 4, 1991 (22 tuổi)   | 6    | 0   | Southampton          |
| 3  | HV | Adam Smith           | 29 tháng 4, 1991 (22 tuổi)  | 10   | 0   | Tottenham Hotspur    |
| 4  | HV | Steven Caulker       | 29 tháng 12, 1991 (21 tuổi) | 8    | 2   | Tottenham Hotspur    |
| 5  | HV | Andre Wisdom         | 9 tháng 5, 1993 (20 tuổi)   | 5    | 0   | Liverpool            |
| 6  | HV | Craig Dawson         | 6 tháng 5, 1990 (23 tuổi)   | 13   | 5   | West Bromwich Albion |
| 7  | HV | Tom Lees             | 18 tháng 11, 1990 (22 tuổi) | 5    | 0   | Leeds United         |
| 8  | TV | Jordan Henderson (c) | 17 tháng 6, 1990 (22 tuổi)  | 24   | 4   | Liverpool            |
| 9  | HV | Jack Robinson        | 1 tháng 9, 1993 (19 tuổi)   | 4    | 1   | Liverpool            |
| 10 | HV | Jason Lowe           | 2 tháng 9, 1991 (21 tuổi)   | 9    | 0   | Blackburn Rovers     |
| 11 | TV | Danny Rose           | 2 tháng 7, 1990 (22 tuổi)   | 27   | 3   | Tottenham Hotspur    |
| 12 | TV | Nathaniel Chalobah   | 12 tháng 12, 1994 (18 tuổi) | 4    | 0   | Chelsea              |
| 13 | TM | Jason Steele         | 18 tháng 8, 1990 (22 tuổi)  | 6    | 0   | Middlesbrough        |
| 14 | TV | Josh McEachran       | 1 tháng 3, 1993 (20 tuổi)   | 11   | 1   | Chelsea              |
| 15 | TV | Wilfried Zaha        | 10 tháng 11, 1992 (20 tuổi) | 7    | 1   | Manchester United    |
| 16 | TV | Tom Ince             | 30 tháng 1, 1992 (21 tuổi)  | 6    | 2   | Blackpool            |
| 17 | TV | Henri Lansbury       | 12 tháng 10, 1990 (22 tuổi) | 16   | 5   | Nottingham Forest    |
| 18 | TV | Jonjo Shelvey        | 27 tháng 2, 1992 (21 tuổi)  | 9    | 3   | Liverpool            |
| 19 | TV | Nathan Redmond       | 6 tháng 3, 1994 (19 tuổi)   | 0    | 0   | Birmingham City      |
| 20 | TĐ | Nathan Delfouneso    | 2 tháng 2, 1991 (22 tuổi)   | 16   | 4   | Aston Villa          |
| 21 | TĐ | Marvin Sordell       | 17 tháng 2, 1991 (22 tuổi)  | 12   | 3   | Bolton Wanderers     |
| 22 | TĐ | Connor Wickham       | 31 tháng 3, 1993 (20 tuổi)  | 13   | 5   | Sunderland           |
| 23 | TM | Declan Rudd          | 16 tháng 1, 1991 (22 tuổi)  | 1    | 0   | Norwich City         |

### Israel
Huấn luyện viên: Guy Luzon
Israel công bố đội hình chính thức vào ngày 23 tháng 5 năm 2013.

| Số | VT | Cầu thủ             | Ngày sinh (tuổi)            | Trận | Bàn | Câu lạc bộ          |
| -- | -- | ------------------- | --------------------------- | ---- | --- | ------------------- |
| 1  | TM | Boris Klaiman       | 26 tháng 10, 1990 (22 tuổi) | 17   | 0   | Hapoel Tel Aviv     |
| 2  | HV | Eli Dasa            | 3 tháng 12, 1992 (20 tuổi)  | 12   | 2   | Beitar Jerusalem    |
| 3  | HV | Ofir Davidzada      | 5 tháng 5, 1991 (22 tuổi)   | 12   | 0   | Hapoel Be'er Sheva  |
| 4  | HV | Ido Levy            | 31 tháng 7, 1990 (22 tuổi)  | 11   | 0   | Maccabi Netanya     |
| 5  | HV | Ben Vehava          | 27 tháng 3, 1992 (21 tuổi)  | 4    | 0   | Hapoel Be'er Sheva  |
| 6  | TV | Marwan Kabha        | 2 tháng 11, 1991 (21 tuổi)  | 16   | 3   | Maccabi Petah Tikva |
| 7  | TV | Yisrael Zaguri      | 29 tháng 1, 1990 (23 tuổi)  | 4    | 0   | Hapoel Ramat Gan    |
| 8  | TV | Nir Bitton (c)      | 30 tháng 10, 1991 (21 tuổi) | 17   | 1   | Ashdod              |
| 9  | TĐ | Mohammed Kalibat    | 15 tháng 6, 1990 (22 tuổi)  | 14   | 4   | Bnei Sakhnin        |
| 10 | TV | Eyal Golasa         | 7 tháng 10, 1991 (21 tuổi)  | 17   | 1   | Maccabi Haifa       |
| 11 | TĐ | Moanes Dabour       | 14 tháng 5, 1992 (21 tuổi)  | 10   | 4   | Maccabi Tel Aviv    |
| 12 | HV | Adi Gotlieb         | 16 tháng 8, 1992 (20 tuổi)  | 5    | 0   | Hapoel Acco         |
| 13 | HV | Taleb Tawatha       | 21 tháng 6, 1992 (20 tuổi)  | 5    | 0   | Maccabi Haifa       |
| 14 | TĐ | Orr Barouch         | 21 tháng 11, 1991 (21 tuổi) | 8    | 4   | Bnei Yehuda         |
| 15 | TĐ | Alon Turgeman       | 6 tháng 9, 1991 (21 tuổi)   | 7    | 0   | Maccabi Haifa       |
| 16 | HV | Ofer Verta          | 23 tháng 5, 1990 (23 tuổi)  | 9    | 0   | Ashdod              |
| 17 | TV | Sintayehu Sallalich | 20 tháng 6, 1991 (21 tuổi)  | 8    | 1   | Ironi Kiryat Shmona |
| 18 | TM | Barak Levi          | 7 tháng 1, 1993 (20 tuổi)   | 0    | 0   | Maccabi Tel Aviv    |
| 19 | TV | Ahad Azam           | 14 tháng 1, 1992 (21 tuổi)  | 6    | 0   | Hapoel Haifa        |
| 20 | HV | Omri Ben Harush     | 7 tháng 3, 1990 (23 tuổi)   | 16   | 0   | Maccabi Netanya     |
| 21 | TV | Omri Altman         | 23 tháng 3, 1994 (19 tuổi)  | 10   | 4   | Fulham              |
| 22 | TV | Ofir Kriaf          | 17 tháng 3, 1991 (22 tuổi)  | 8    | 1   | Beitar Jerusalem    |
| 23 | TM | Arik Yanko          | 21 tháng 12, 1991 (21 tuổi) | 0    | 0   | Hakoah Ramat Gan    |

### Ý
Heach coach: Devis Mangia
Ý công bố đội hình chính thức vào ngày 27 tháng 5 năm 2013.

| Số | VT | Cầu thủ             | Ngày sinh (tuổi)            | Trận | Bàn | Câu lạc bộ          |
| -- | -- | ------------------- | --------------------------- | ---- | --- | ------------------- |
| 1  | TM | Phápsco Bardi       | 18 tháng 1, 1992 (21 tuổi)  | 13   | 0   | Novara              |
| 2  | HV | Giulio Donati       | 5 tháng 2, 1990 (23 tuổi)   | 19   | 0   | Grosseto            |
| 3  | HV | Cristiano Biraghi   | 1 tháng 9, 1992 (20 tuổi)   | 5    | 0   | Cittadella          |
| 4  | TV | Marco Verratti      | 5 tháng 11, 1992 (20 tuổi)  | 3    | 0   | Paris Saint-Germain |
| 5  | HV | Marco Capuano       | 14 tháng 10, 1991 (21 tuổi) | 17   | 0   | Pescara             |
| 6  | HV | Luca Caldirola (c)  | 1 tháng 2, 1991 (22 tuổi)   | 26   | 1   | Cesena              |
| 7  | TV | Alessandro Florenzi | 11 tháng 3, 1991 (22 tuổi)  | 13   | 4   | Roma                |
| 8  | TV | Luca Marrone        | 28 tháng 3, 1990 (23 tuổi)  | 30   | 1   | Juventus            |
| 9  | TĐ | Ciro Immobile       | 20 tháng 2, 1990 (23 tuổi)  | 12   | 7   | Genoa               |
| 10 | TV | Lorenzo Insigne     | 4 tháng 6, 1991 (22 tuổi)   | 11   | 6   | Napoli              |
| 11 | TĐ | Manolo Gabbiadini   | 26 tháng 11, 1991 (21 tuổi) | 19   | 10  | Bologna             |
| 12 | TM | Simone Colombi      | 1 tháng 7, 1991 (21 tuổi)   | 2    | 0   | Modena              |
| 13 | HV | Matteo Bianchetti   | 17 tháng 3, 1993 (20 tuổi)  | 4    | 0   | Hellas Verona       |
| 14 | TĐ | Mattia Destro       | 20 tháng 3, 1991 (22 tuổi)  | 14   | 5   | Roma                |
| 15 | TV | Nicola Sansone      | 10 tháng 9, 1991 (21 tuổi)  | 2    | 0   | Parma               |
| 16 | TV | Andrea Bertolacci   | 11 tháng 1, 1991 (22 tuổi)  | 6    | 0   | Genoa               |
| 17 | TĐ | Alberto Paloschi    | 4 tháng 1, 1990 (23 tuổi)   | 28   | 9   | Chievo              |
| 18 | TV | Riccardo Saponara   | 21 tháng 12, 1991 (21 tuổi) | 19   | 2   | Milan               |
| 19 | HV | Vasco Regini        | 9 tháng 9, 1990 (22 tuổi)   | 2    | 0   | Empoli              |
| 20 | TĐ | Fabio Borini        | 29 tháng 3, 1991 (22 tuổi)  | 15   | 4   | Liverpool           |
| 21 | TV | Fausto Rossi        | 3 tháng 12, 1990 (22 tuổi)  | 20   | 1   | Brescia             |
| 22 | TM | Nicola Leali        | 30 tháng 6, 1993 (19 tuổi)  | 0    | 0   | Virtus Lanciano     |
| 23 | TV | Marco Crimi         | 17 tháng 3, 1990 (23 tuổi)  | 9    | 0   | Grosseto            |

### Na Uy
Huấn luyện viên: Tor Ole Skullerud
Na Uy công bố đội hình chính thức vào ngày 22 tháng 5 năm 2013. Alexander Groven rút khỏi đội hình vì chấn thương ngày 27 tháng 5, và được thay bởi Markus Henriksen, người đã bị cấm thi đấu cho đội tuyển quốc gia tại Vòng loại giải vô địch bóng đá thế giới trước Albania ngày 7 tháng 6. Håvard Nordtveit, Valon Berisha và Joshua King cũng được chọn ở vòng loại, có nghĩa rằng 4 cầu thủ này bị loại khỏi giải đấu.

| Số | VT | Cầu thủ               | Ngày sinh (tuổi)            | Trận | Bàn | Câu lạc bộ             |
| -- | -- | --------------------- | --------------------------- | ---- | --- | ---------------------- |
| 1  | TM | Arild Østbø           | 19 tháng 4, 1991 (22 tuổi)  | 17   | 0   | Strømmen               |
| 2  | HV | Martin Linnes         | 20 tháng 9, 1991 (21 tuổi)  | 5    | 0   | Molde                  |
| 3  | HV | Thomas Rogne          | 29 tháng 6, 1990 (22 tuổi)  | 15   | 2   | Celtic                 |
| 4  | HV | Stefan Strandberg (c) | 25 tháng 7, 1990 (22 tuổi)  | 21   | 0   | Rosenborg              |
| 5  | HV | Vegar Eggen Hedenstad | 26 tháng 6, 1991 (21 tuổi)  | 20   | 0   | SC Freiburg            |
| 6  | HV | Omar Elabdellaoui     | 5 tháng 12, 1991 (21 tuổi)  | 11   | 1   | Eintracht Braunschweig |
| 7  | TV | Harmeet Singh         | 12 tháng 11, 1990 (22 tuổi) | 35   | 4   | Feyenoord              |
| 8  | TĐ | Jo Inge Berget        | 11 tháng 9, 1990 (22 tuổi)  | 19   | 5   | Molde                  |
| 9  | TĐ | Valon Berisha         | 7 tháng 2, 1993 (20 tuổi)   | 11   | 2   | Red Bull Salzburg      |
| 10 | TĐ | Marcus Pedersen       | 8 tháng 6, 1990 (22 tuổi)   | 17   | 6   | OB                     |
| 11 | TĐ | Håvard Nielsen        | 15 tháng 7, 1993 (19 tuổi)  | 7    | 3   | Red Bull Salzburg      |
| 12 | TM | Ørjan Nyland          | 10 tháng 9, 1990 (22 tuổi)  | 5    | 0   | Molde                  |
| 13 | TV | Markus Henriksen      | 25 tháng 7, 1992 (20 tuổi)  | 8    | 2   | AZ                     |
| 14 | HV | Fredrik Semb Berge    | 6 tháng 2, 1990 (23 tuổi)   | 9    | 0   | Odd                    |
| 15 | TV | Håvard Nordtveit      | 21 tháng 6, 1990 (22 tuổi)  | 21   | 1   | BoNga Mönchengladbach  |
| 16 | TĐ | Yann-Erik de Lanlay   | 14 tháng 5, 1992 (21 tuổi)  | 8    | 1   | Viking                 |
| 17 | TV | Anders Konradsen      | 18 tháng 7, 1990 (22 tuổi)  | 12   | 1   | Rennes                 |
| 18 | TV | Magnus Wolff Eikrem   | 8 tháng 8, 1990 (22 tuổi)   | 8    | 1   | Molde                  |
| 19 | TĐ | Flamur Kastrati       | 14 tháng 11, 1991 (21 tuổi) | 10   | 3   | Erzgebirge Aue         |
| 20 | TV | Stefan Johansen       | 8 tháng 1, 1991 (22 tuổi)   | 3    | 0   | Strømsgodset           |
| 21 | TĐ | Joshua King           | 15 tháng 1, 1992 (21 tuổi)  | 6    | 1   | Blackburn Rovers       |
| 22 | TV | Abdisalam Ibrahim     | 1 tháng 5, 1991 (22 tuổi)   | 11   | 0   | Strømsgodset           |
| 23 | TM | Gudmund Kongshavn     | 23 tháng 1, 1991 (22 tuổi)  | 0    | 0   | Vålerenga              |

## Bảng B

### Đức
Huấn luyện viên: Rainer Adrion
Đức công bố đội hình 25 cầu thủ vào ngày 16 tháng 5 năm 2013. Antonio Rüdiger được bổ sung vào đội hình ngày 24 tháng 5 sau khi Jan Kirchhoff dính chấn thương. Đức xác nhận đội hình chính thức ngày 28 tháng 5 với các cầu thủ Tolgay Arslan và Sebastian Jung cũng bị loại vì chấn thương.

| Số | VT | Cầu thủ               | Ngày sinh (tuổi)            | Trận | Bàn | Câu lạc bộ            |
| -- | -- | --------------------- | --------------------------- | ---- | --- | --------------------- |
| 1  | TM | Bernd Leno            | 4 tháng 3, 1992 (21 tuổi)   | 7    | 0   | Bayer Leverkusen      |
| 2  | HV | Tony Jantschke        | 7 tháng 4, 1990 (23 tuổi)   | 15   | 0   | BoNga Mönchengladbach |
| 3  | HV | Stefan Thesker        | 11 tháng 4, 1991 (22 tuổi)  | 4    | 0   | 1899 Hoffenheim       |
| 4  | HV | Lasse Sobiech         | 18 tháng 1, 1991 (22 tuổi)  | 15   | 2   | Greuther Fürth        |
| 5  | HV | Shkodran Mustafi      | 17 tháng 4, 1992 (21 tuổi)  | 1    | 0   | Sampdoria             |
| 6  | TV | Sebastian Rudy        | 28 tháng 2, 1990 (23 tuổi)  | 20   | 3   | 1899 Hoffenheim       |
| 7  | TV | Patrick Funk          | 11 tháng 2, 1990 (23 tuổi)  | 14   | 1   | FC St. Pauli          |
| 8  | TV | Sebastian Rode        | 11 tháng 10, 1990 (22 tuổi) | 3    | 0   | Eintracht Frankfurt   |
| 9  | TĐ | Kevin Volland         | 30 tháng 7, 1992 (20 tuổi)  | 7    | 3   | 1899 Hoffenheim       |
| 10 | TV | Lewis Holtby          | 18 tháng 9, 1990 (22 tuổi)  | 21   | 13  | Tottenham Hotspur     |
| 11 | TĐ | Peniel Mlapa          | 20 tháng 2, 1991 (22 tuổi)  | 20   | 8   | BoNga Mönchengladbach |
| 12 | TM | Oliver Baumann        | 2 tháng 6, 1990 (23 tuổi)   | 9    | 0   | SC Freiburg           |
| 13 | HV | Matthias Ginter       | 19 tháng 1, 1994 (19 tuổi)  | 0    | 0   | SC Freiburg           |
| 14 | TĐ | Sebastian Polter      | 1 tháng 4, 1991 (22 tuổi)   | 8    | 4   | 1. FC Nürnberg        |
| 15 | HV | Sead Kolašinac        | 20 tháng 6, 1993 (19 tuổi)  | 0    | 0   | Schalke 04            |
| 16 | HV | Oliver Sorg           | 29 tháng 5, 1990 (23 tuổi)  | 3    | 0   | SC Freiburg           |
| 17 | HV | Antonio Rüdiger       | 3 tháng 3, 1993 (20 tuổi)   | 2    | 0   | VfB Stuttgart         |
| 18 | TV | Patrick Herrmann      | 12 tháng 2, 1991 (22 tuổi)  | 11   | 2   | BoNga Mönchengladbach |
| 19 | TV | Christian Clemens     | 4 tháng 8, 1991 (21 tuổi)   | 2    | 0   | 1. FC Köln            |
| 20 | TV | Christoph Moritz      | 27 tháng 1, 1990 (23 tuổi)  | 7    | 0   | Schalke 04            |
| 21 | TĐ | Pierre-Michel Lasogga | 15 tháng 12, 1991 (21 tuổi) | 9    | 4   | Hertha BSC            |
| 22 | TV | Emre Can              | 12 tháng 1, 1994 (19 tuổi)  | 0    | 0   | Bayern Munich         |
| 23 | TM | Timo Horn             | 12 tháng 5, 1993 (20 tuổi)  | 0    | 0   | 1. FC Köln            |

### Hà Lan
Huấn luyện viên: Cor Pot
Hà Lan công bố đội hình chính thức vào ngày 17 tháng 5 năm 2013. Jürgen Locadia bị loại vì chấn thương và được thay bằng Danny Hoesen ngày 27 tháng 5.

| Số | VT | Cầu thủ             | Ngày sinh (tuổi)            | Trận | Bàn | Câu lạc bộ            |
| -- | -- | ------------------- | --------------------------- | ---- | --- | --------------------- |
| 1  | TM | Jeroen Zoet         | 6 tháng 1, 1991 (22 tuổi)   | 18   | 0   | RKC Waalwijk          |
| 2  | HV | Ricardo van Rhijn   | 13 tháng 6, 1991 (21 tuổi)  | 6    | 0   | Ajax                  |
| 3  | HV | Stefan de Vrij      | 5 tháng 2, 1992 (21 tuổi)   | 9    | 0   | Feyenoord             |
| 4  | HV | Bruno Martins Indi  | 8 tháng 2, 1992 (21 tuổi)   | 5    | 0   | Feyenoord             |
| 5  | HV | Daley Blind         | 9 tháng 3, 1990 (23 tuổi)   | 20   | 0   | Ajax                  |
| 6  | TV | Jordy Clasie        | 27 tháng 6, 1991 (21 tuổi)  | 10   | 1   | Feyenoord             |
| 7  | TĐ | Florian Jozefzoon   | 9 tháng 2, 1991 (22 tuổi)   | 3    | 0   | RKC Waalwijk          |
| 8  | TV | Kevin Strootman     | 13 tháng 2, 1990 (23 tuổi)  | 9    | 1   | PSV                   |
| 9  | TĐ | Luuk de Jong        | 27 tháng 8, 1990 (22 tuổi)  | 15   | 4   | BoNga Mönchengladbach |
| 10 | TV | Adam Maher          | 20 tháng 7, 1993 (19 tuổi)  | 7    | 1   | AZ                    |
| 11 | TĐ | Ola John            | 19 tháng 5, 1992 (21 tuổi)  | 5    | 0   | Benfica               |
| 12 | TV | Kelvin Leerdam      | 24 tháng 6, 1990 (22 tuổi)  | 18   | 1   | Feyenoord             |
| 13 | HV | Mike van der Hoorn  | 15 tháng 10, 1992 (20 tuổi) | 2    | 0   | Utrecht               |
| 14 | HV | Bram Nuytinck       | 4 tháng 5, 1990 (23 tuổi)   | 22   | 2   | Anderlecht            |
| 15 | TV | Georginio Wijnaldum | 11 tháng 11, 1990 (22 tuổi) | 21   | 8   | PSV                   |
| 16 | TM | Marco Bizot         | 10 tháng 3, 1991 (22 tuổi)  | 6    | 0   | Groningen             |
| 17 | TV | Leroy Fer           | 5 tháng 1, 1990 (23 tuổi)   | 27   | 4   | Twente                |
| 18 | TV | Marco van Ginkel    | 1 tháng 12, 1992 (20 tuổi)  | 14   | 3   | Vitesse               |
| 19 | TV | Tonny Vilhena       | 3 tháng 1, 1995 (18 tuổi)   | 2    | 1   | Feyenoord             |
| 20 | HV | Patrick van Aanholt | 29 tháng 8, 1990 (22 tuổi)  | 15   | 0   | Vitesse               |
| 21 | TĐ | Danny Hoesen        | 15 tháng 1, 1991 (22 tuổi)  | 1    | 1   | Ajax                  |
| 22 | TĐ | Memphis Depay       | 13 tháng 2, 1994 (19 tuổi)  | 1    | 0   | PSV                   |
| 23 | TM | Nick Marsman        | 1 tháng 10, 1990 (22 tuổi)  | 0    | 0   | Go Ahead Eagles       |

### Nga
Huấn luyện viên: Nikolai Pisarev
Nga công bố đội hình chính thức vào ngày 28 tháng 5 năm 2013. Alan Dzagoev, Oleg Shatov và Aleksandr Kokorin đều có tên mặc dù vắng trận mở màn để thi đấu cho đội tuyển quốc gia. Kokorin bị loại vì chấn thương ngày 31 tháng 5, trong khi Shatov bị giải phóng khỏi đội hình trước khi giải đấu khởi tranh.

| Số | VT | Cầu thủ            | Ngày sinh (tuổi)            | Trận | Bàn | Câu lạc bộ            |
| -- | -- | ------------------ | --------------------------- | ---- | --- | --------------------- |
| 1  | TM | Nikolai Zabolotny  | 16 tháng 4, 1990 (23 tuổi)  | 19   | 0   | Rostov                |
| 2  | HV | Ibragim Tsallagov  | 12 tháng 12, 1990 (22 tuổi) | 16   | 0   | Krylia Sovetov Samara |
| 3  | HV | Georgi Schennikov  | 27 tháng 4, 1991 (22 tuổi)  | 18   | 1   | CSKA Moscow           |
| 4  | HV | Nikita Chicherin   | 18 tháng 8, 1990 (22 tuổi)  | 16   | 0   | Dynamo Moscow         |
| 5  | HV | Taras Burlak       | 22 tháng 2, 1990 (23 tuổi)  | 14   | 2   | Lokomotiv Moscow      |
| 6  | TV | Yuri Kirillov      | 19 tháng 1, 1990 (23 tuổi)  | 14   | 1   | Dynamo Moscow         |
| 7  | TV | Sergei Petrov      | 2 tháng 1, 1991 (22 tuổi)   | 11   | 0   | Krasnodar             |
| 8  | TV | Oleg Shatov        | 29 tháng 7, 1990 (22 tuổi)  | 15   | 3   | Anzhi Makhachkala     |
| 9  | TĐ | Andrei Panyukov    | 25 tháng 9, 1994 (18 tuổi)  | 6    | 6   | Khimki                |
| 10 | TĐ | Fyodor Smolov      | 9 tháng 2, 1990 (23 tuổi)   | 27   | 14  | Anzhi Makhachkala     |
| 11 | TĐ | Maksim Kanunnikov  | 14 tháng 7, 1991 (21 tuổi)  | 18   | 3   | Amkar Perm            |
| 12 | TM | Stanislav Kritsyuk | 1 tháng 12, 1990 (22 tuổi)  | 0    | 0   | Braga                 |
| 13 | HV | Sergei Bryzgalov   | 15 tháng 11, 1992 (20 tuổi) | 0    | 0   | Spartak Moskva        |
| 14 | TĐ | Pavel Yakovlev     | 7 tháng 4, 1991 (22 tuổi)   | 22   | 2   | Spartak Moskva        |
| 15 | HV | Maksim Belyayev    | 30 tháng 9, 1991 (21 tuổi)  | 6    | 0   | Rostov                |
| 16 | TM | Aleksandr Filtsov  | 2 tháng 1, 1990 (23 tuổi)   | 4    | 0   | Krasnodar             |
| 17 | TĐ | Denis Cheryshev    | 26 tháng 12, 1990 (22 tuổi) | 14   | 6   | Real Madrid Castilla  |
| 18 | TV | Roman Yemelyanov   | 8 tháng 5, 1992 (21 tuổi)   | 1    | 0   | Illichivets Mariupol  |
| 19 | TV | Maksim Grigoryev   | 6 tháng 7, 1990 (22 tuổi)   | 8    | 1   | Lokomotiv Moscow      |
| 20 | TV | Shota Bibilov      | 6 tháng 8, 1990 (22 tuổi)   | 10   | 3   | Volga Nizhny Novgorod |
| 21 | TV | Aleksandr Zotov    | 27 tháng 8, 1990 (22 tuổi)  | 8    | 0   | Tom Tomsk             |
| 22 | TĐ | Alan Dzagoev       | 17 tháng 6, 1990 (22 tuổi)  | 0    | 0   | CSKA Moscow           |
| 23 | HV | Ivan Knyazev       | 5 tháng 11, 1992 (20 tuổi)  | 2    | 0   | Torpedo Moscow        |

### Tây Ban Nha
Huấn luyện viên: Julen Lopetegui
Tây Ban Nha công bố đội hình chính thức vào ngày 23 tháng 5 năm 2013.

| Số | VT | Cầu thủ            | Ngày sinh (tuổi)            | Trận | Bàn | Câu lạc bộ        |
| -- | -- | ------------------ | --------------------------- | ---- | --- | ----------------- |
| 1  | TM | David de Gea       | 7 tháng 11, 1990 (22 tuổi)  | 22   | 0   | Manchester United |
| 2  | HV | Martín Montoya     | 14 tháng 4, 1991 (22 tuổi)  | 18   | 1   | Barcelona         |
| 3  | TV | Asier Illarramendi | 8 tháng 3, 1990 (23 tuổi)   | 11   | 0   | Real Sociedad     |
| 4  | HV | Nacho              | 18 tháng 1, 1990 (23 tuổi)  | 5    | 0   | Real Madrid       |
| 5  | HV | Marc Bartra        | 15 tháng 1, 1991 (22 tuổi)  | 12   | 2   | Barcelona         |
| 6  | HV | Iñigo Martínez     | 17 tháng 5, 1991 (22 tuổi)  | 10   | 0   | Real Sociedad     |
| 7  | TV | Sergio Canales     | 16 tháng 2, 1991 (22 tuổi)  | 9    | 6   | Valencia          |
| 8  | TV | Koke               | 8 tháng 1, 1992 (21 tuổi)   | 8    | 1   | Atlético Madrid   |
| 9  | TĐ | Rodrigo Moreno     | 6 tháng 3, 1991 (22 tuổi)   | 12   | 14  | Benfica           |
| 10 | TV | Thiago Alcântara   | 11 tháng 4, 1991 (22 tuổi)  | 16   | 3   | Barcelona         |
| 11 | TĐ | Cristian Tello     | 11 tháng 8, 1991 (21 tuổi)  | 8    | 2   | Barcelona         |
| 12 | TĐ | Álvaro Morata      | 23 tháng 10, 1992 (20 tuổi) | 0    | 0   | Real Madrid       |
| 13 | TM | Diego Mariño       | 9 tháng 5, 1990 (23 tuổi)   | 6    | 0   | Villarreal        |
| 14 | TV | Ignacio Camacho    | 4 tháng 5, 1990 (23 tuổi)   | 6    | 0   | Málaga            |
| 15 | HV | Marc Muniesa       | 27 tháng 3, 1992 (21 tuổi)  | 4    | 0   | Barcelona         |
| 16 | HV | Álvaro González    | 8 tháng 1, 1990 (23 tuổi)   | 0    | 0   | Zaragoza          |
| 17 | TV | Pablo Sarabia      | 11 tháng 5, 1992 (21 tuổi)  | 11   | 2   | Getafe            |
| 18 | HV | Alberto Moreno     | 5 tháng 7, 1992 (20 tuổi)   | 2    | 0   | Sevilla           |
| 19 | TĐ | Iker Muniain       | 19 tháng 12, 1992 (20 tuổi) | 16   | 3   | Athletic Bilbao   |
| 20 | HV | Dani Carvajal      | 11 tháng 1, 1992 (21 tuổi)  | 2    | 0   | Real Madrid       |
| 21 | TĐ | Álvaro Vázquez     | 27 tháng 4, 1991 (22 tuổi)  | 13   | 6   | Getafe            |
| 22 | TV | Isco               | 21 tháng 4, 1992 (21 tuổi)  | 11   | 6   | Málaga            |
| 23 | TM | Joel Robles        | 17 tháng 6, 1990 (22 tuổi)  | 2    | 0   | Wigan Athletic    |

## Thống kê cầu thủ
Đại diện cầu thủ by club
| Số cầu thủ | Câu lạc bộ |
| ---------- | --- |
| 6          | Feyenoord |
| 5          | Liverpool, BoNga Mönchengladbach, Barcelona |
| 4          | Tottenham Hotspur, SC Freiburg, Molde, Real Madrid |
| 3          | 1899 Hoffenheim, Maccabi Haifa, Ajax, PSV |
| 2          | Red Bull Salzburg, Blackburn Rovers, Chelsea, Manchester United, 1. FC Köln, Schalke 04 Ashdod, Beitar Jerusalem, Hapoel Be'er Sheva, Maccabi Netanya, Maccabi Tel Aviv, Genoa, Grosseto, Roma, AZ, RKC Waalwijk, Vitesse, Strømsgodset, Benfica, Anzhi Makhachkala, CSKA Moscow, Dynamo Moscow, Krasnodar, Lokomotiv Moscow, Rostov, Spartak Moskva, Getafe, Málaga, Real Sociedad |
| 1          | 77 câu lạc bộ |

Tổng cộng có 118 câu lạc bộ được đại diện trong giải đấu.
Đại diện cầu thủ theo giải đấu
| Quốc gia          | Số cầu thủ | Tỉ lệ  | Số cầu thủ ngoài đội tuyển quốc gia |
| ----------------- | ---------- | ------ | ----------------------------------- |
| Anh               | 29         | 15.76% | 6                                   |
| Đức               | 26         | 14.13% | 5                                   |
| Israel            | 22         | 11,96% | 0                                   |
| Ý                 | 22         | 11.96% | 1                                   |
| Hà Lan            | 22         | 11.96% | 2                                   |
| Tây Ban Nha       | 21         | 11.41% | 1                                   |
| Nga               | 20         | 10.87% | 0                                   |
| Na Uy             | 11         | 5.98%  | 0                                   |
| Khác (7 giải đấu) | 11         | 5.98%  |                                     |
| Tổng              | 184        |        | 15                                  |

Đội tuyển Anh gồm toàn bộ các cầu thủ ở giải quốc nội. Cùng với đó, có 15 giải vô địch quốc gia có cầu thủ tham gia giải đấu.
Tuổi trung bình của đội hình
| Tuổi trung bình | Quốc gia                   |
| --------------- | -------------------------- |
| 21              | Anh, Đức, Israel, Hà Lan   |
| 22              | Ý, Na Uy, Nga, Tây Ban Nha |